# Aconitum sinoaxillare
Aconitum sinoaxillare är en ranunkelväxtart som beskrevs av Wen Tsai Wang. Aconitum sinoaxillare ingår i släktet stormhattar, och familjen ranunkelväxter. Inga underarter finns listade i Catalogue of Life.